# Університет Каліфорнії у Сан-Дієго
Університет Каліфорнії у Сан-Дієго (англ. University of California, San Diego; скорочення UC San Diego або UCSD) — громадський дослідницький університет, що знаходиться в ком'юніті Ла-Хойя, поблизу Сан-Дієго, Каліфорнія, США, один з 10 кампусів Університету Каліфорнії.

## Науковці
- Дин Деліс — ад'юнкт-професор.